# 拉梅海崖
62°35′54.9″S 61°10′50″W / 62.598583°S 61.18056°W

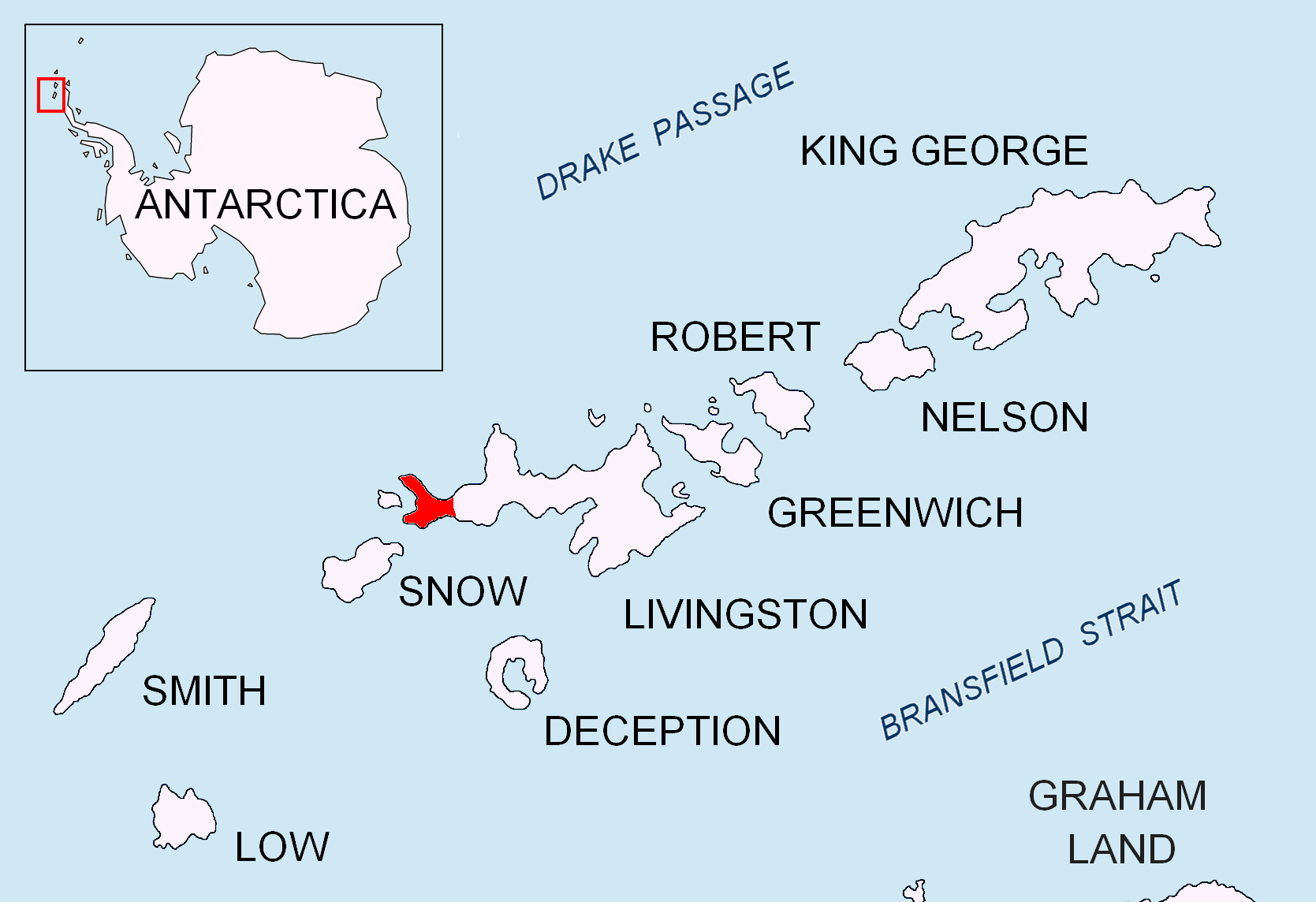

拉梅海崖（Rame Bluff），是南極洲的海崖，位於南設得蘭群島的利文斯頓島，處於開始角東南面2.12公里、沃伊特赫角西南面2.9公里、拉格爾角西北面4.66公里和赫林角東北面2.77公里，現時由南極條約體系管理。